# 帖雅娜
帖 雅娜（ちょう がな、Tie Ya Na、ティエ ヤナ、1979年5月13日 - ）は中国河南省鄭州市出身の香港の卓球選手。

## 経歴
7歳から卓球を始めた。1990年に鄭州のチームに入団した。1995年には中国代表の二軍に選ばれた。1997年、上海にある華東理工大学に入学、卒業後の2001年から香港代表となり同年北京で行われたユニバーシアードでは張怡寧を破り優勝した。2002年韓国の釜山で行われたアジア競技大会の混合ダブルスで金メダル、ドーハアジア大会ではシングルス、ダブルスで共に銀メダルを獲得した。世界卓球選手権には2003年の第47回世界卓球選手権個人戦（パリ）より出場、個人戦では2005年の上海大会の女子ダブルスで3位、団体戦では2004年のドーハ大会及び2006年のブレーメン大会で2位、2008年の広州大会で3位となっている。2009年に横浜で行われた第50回世界卓球選手権個人戦では石川佳純に敗れた。
オリンピックにもアテネオリンピック、北京オリンピックと2度出場を果たしている。

## プレイスタイル
両サイドには強いがフォアミドルに弱点がありアテネオリンピック日本女子監督の高木誠也は福原愛にその弱点を徹底して突くように指示を出している。